# Macromia daimoji
Macromia daimoji är en trollsländeart som beskrevs av Okumura 1949. Macromia daimoji ingår i släktet Macromia och familjen skimmertrollsländor. Inga underarter finns listade i Catalogue of Life.